# Григор Агаронян
Григор Петрович Агаронян е арменски скулптор, работил в България в периода 1921 – 1946 г.

## Биография
Роден е на 24 февруари 1896 година в Тбилиси. През 1914 г. се премества в Петроград, след като завършва средно образование в Баку. Посещава занятия в Императорската художествена академия, след като се обучава в студиото на Леонид Шервуд и Савелий Заденберг. През 1920 г. е преподавател в Художественото училище „Анатолий Луначарски“ във Владикавказ.
От 1921 до 1946 г. живее и работи в България. През 1923 г. завършва Художествената академия в София, в класа по „Скулптура“ на Жеко Спиридонов. През 1927 г. специализира за една година при скулптора Акоп Гюрджян в Париж. Преподава в градовете Дупница, Пазарджик и Пловдив. Присъединява се към Дружеството на руските художници в България.
През 1946 г. се установява в Ереван, където преподава в местния художествено-театрален институт.
Участва в самостоятелни и общи художествени изложби. През 1925 г. организира самостоятелна изложба в Дупница. Участва в изложбите на Дружеството на руските художници в България. Представя творби на Есенния салон в Париж (1937/1938). Излага в републикански изложби в Арменската ССР.
Използва материалите мрамор, гранит и бронз. Негово дело са бюстове на исторически личности. Сред тях са: Пейо Яворов (1928, София, Борисова градина), Йосиф Сталин (1945, Ереван), Александър Пушкин (1949, Ереван), Антон Чехов (1954, Ереван), Владимир Ленин (1954, Ленинакан), Акоп Мегапарт (1958, Ереван) и други. Автор е също на други паметници.
Носител е на орден „Св. св. Кирил и Методий“ – I степен (1966). През 1956 г. е обявен за заслужил деятел на изкуствата в Арменската ССР. През 1966 г. е организирана изложба по случай неговата 70-годишнина в Ереван.
- Паметникът на Пейо Яворов, в Борисовата градина
- Бюстът на Пейо Яворов, в местността Яворова поляна, в природен парк „Витоша“
- Пепо (герой от едноименната комедия на G. Sundukyan) в Ереван
- Бюстът на Пушкин в Ереван
- Бюстът на Александър Мясникян в едноименното училище в Ереван